# Келли, Крис
Крис Келли (англ. Chris Kelly; род. 11 ноября 1980, Торонто) — канадский хоккеист, центральный нападающий. Обладатель Кубка Стэнли 2011 в составе «Бостон Брюинз», бронзовый призёр Олимпиады-2018 в составе сборной Канады.
На драфте НХЛ 1999 года был выбран в 3 раунде под общим 94 номером командой «Оттава Сенаторз».

## Статистика
| Легенда | Легенда                    | Легенда | Легенда                   | Легенда | Легенда    |
| ------- | -------------------------- | ------- | ------------------------- | ------- | ---------- |
| И       | Количество проведённых игр | Штр     | Штрафное время            | +/−     | Плюс-минус |
| Г       | Голы                       | П       | Голевые передачи          | О       | Очки       |
| -       | Статистика неизвестна      | —       | Статистика не учитывалась |         |            |